# Feldkapelle (Mindelheim)

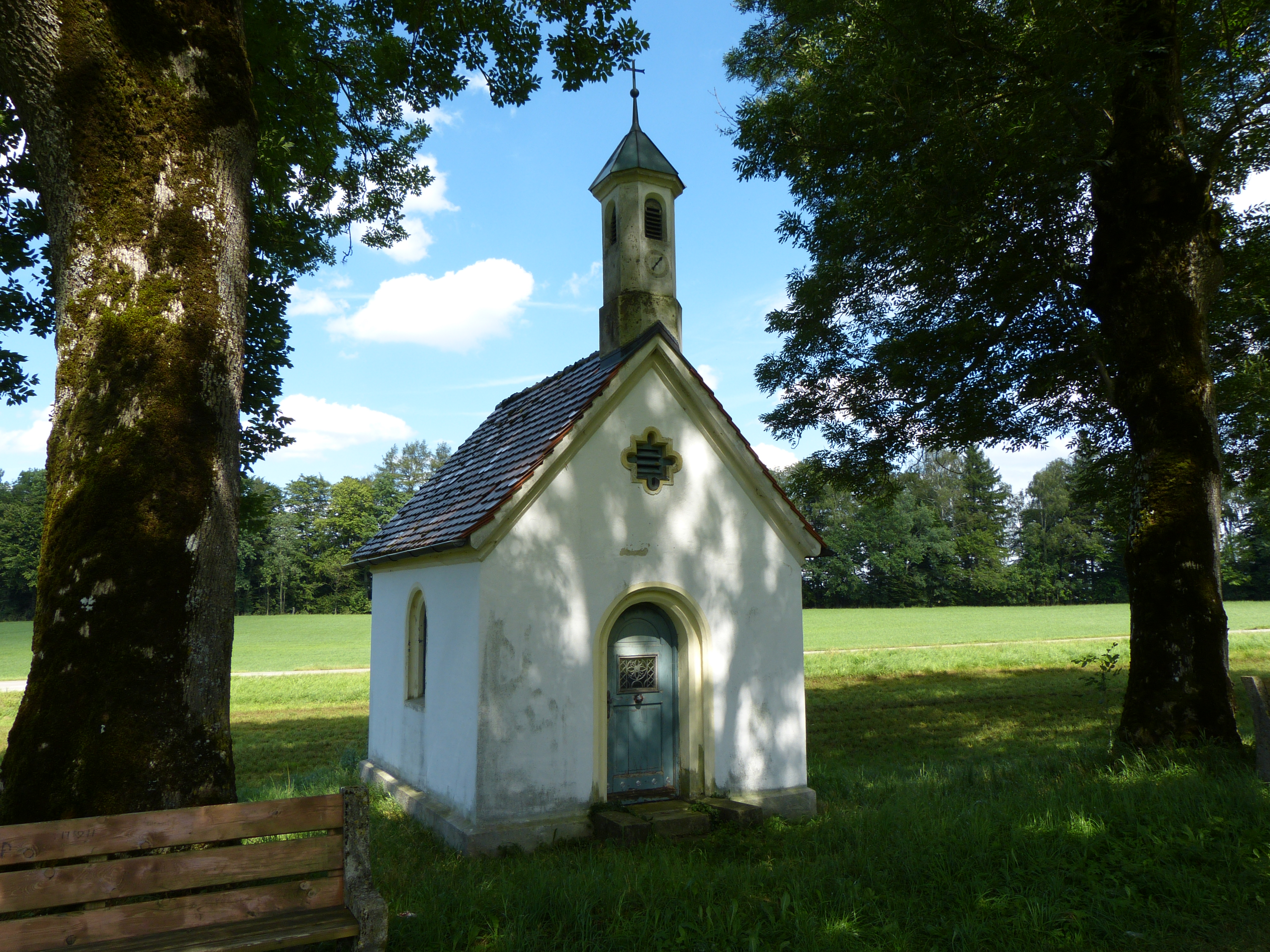
Feldkapelle an der Straße von Mindelheim nach Westernach

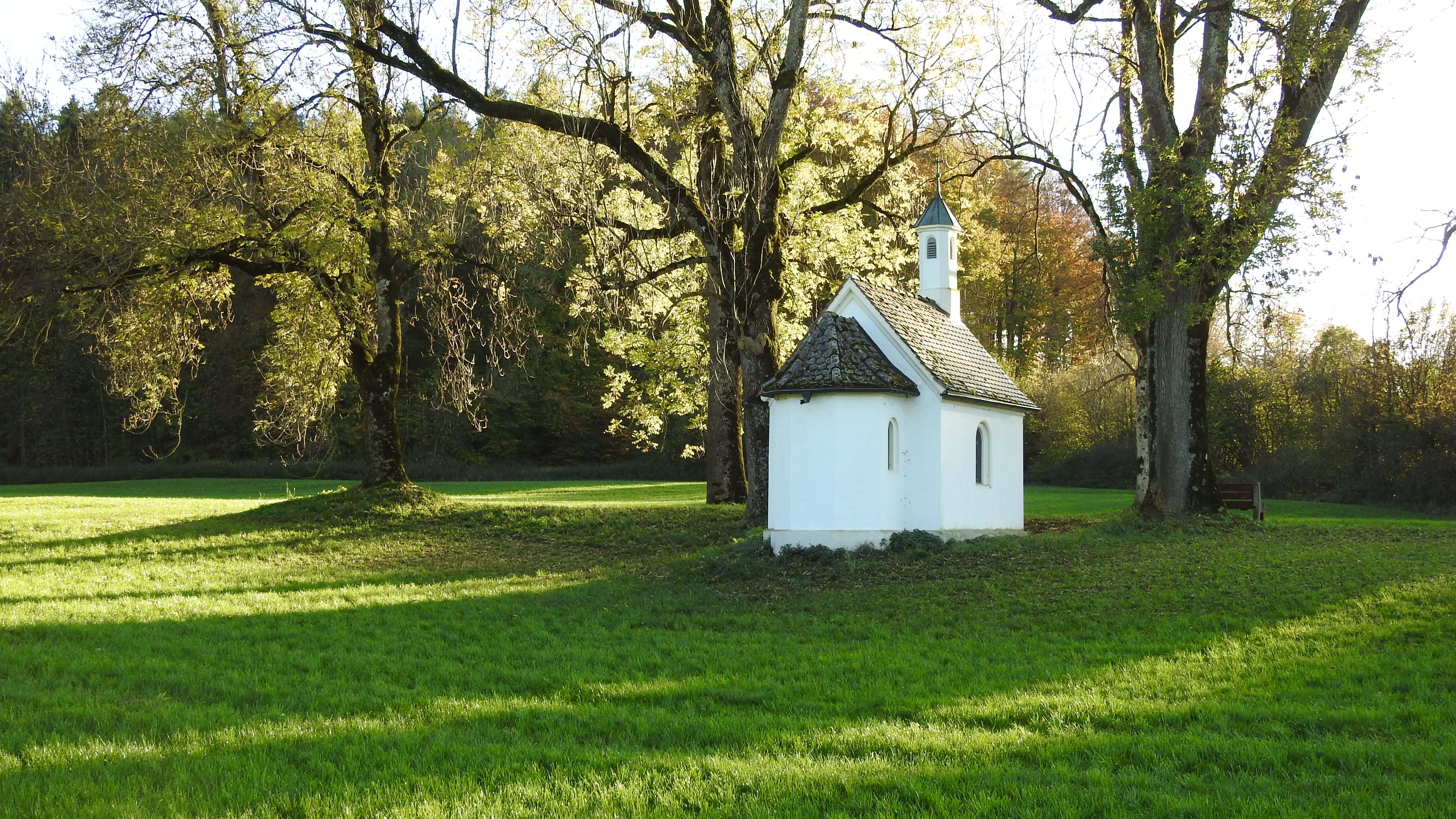
Feldkapelle Ziegelhütte von Nordosten

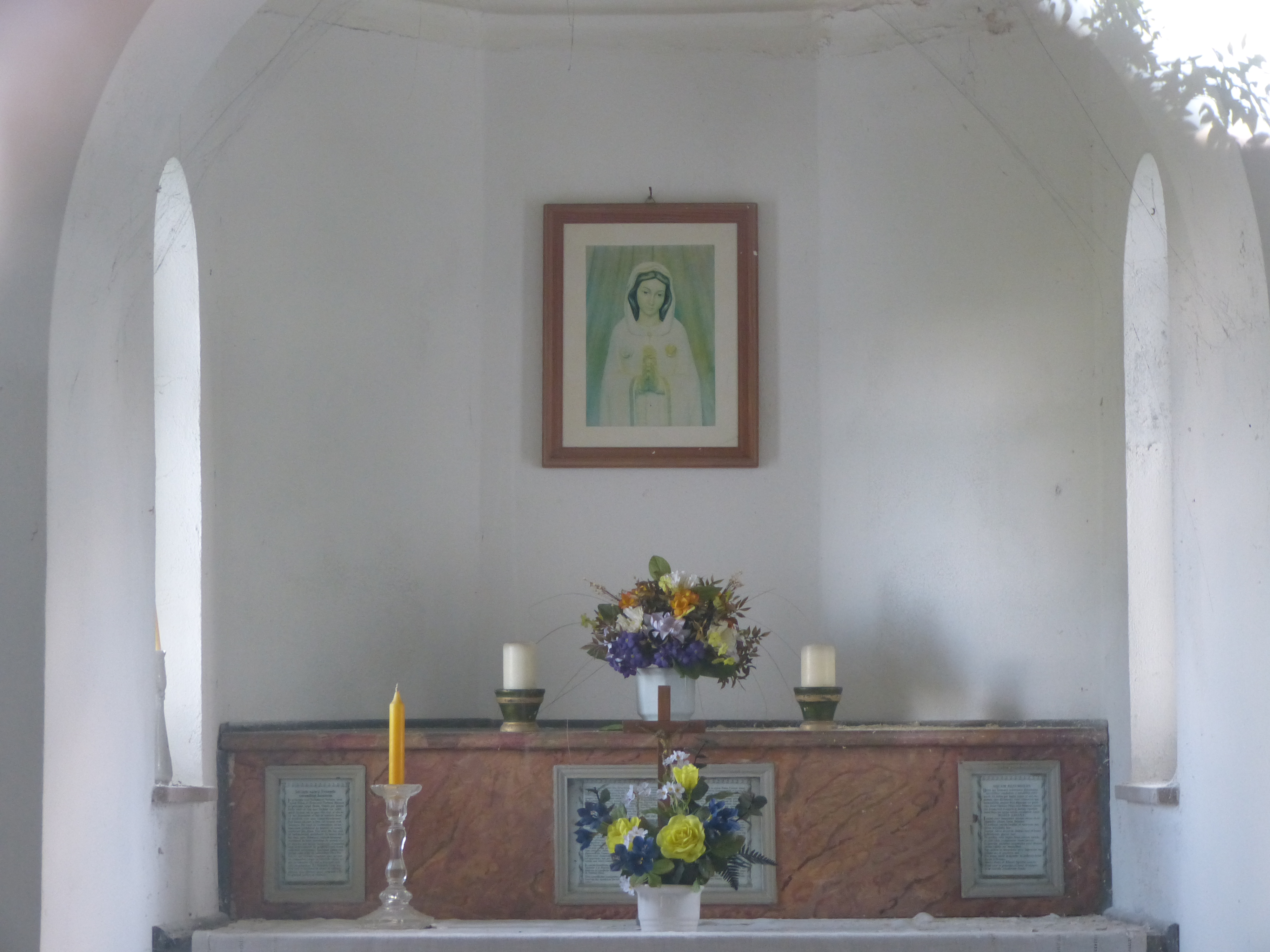
Innenansicht

Die Feldkapelle ist eine römisch-katholische Kapelle im oberschwäbischen Mindelheim.

## Geschichte
Die Kapelle wurde erstmals 1314 erwähnt und liegt an der Unteren Ziegelhütte an der Straße nach Westernach. Der heutige Bau stammt aus dem Jahr 1846 und wurde am 24. August 1846 geweiht. Der neuromanische Bau wurde von dem damaligen Besitzer der Ziegelbrennerei auf eigene Kosten errichtet.

## Architektur
Der Chor besteht aus fünf Achteckseiten und besitzt einen halbrund geschlossenen Chorbogen. In den äußersten Seitenachsen des Chores und im Langhaus befinden sich Rundbogenfenster. Im Westen ist eine Rundbogentür in die Wand eingelassen. Die Flachdecken sind über Kehlen. Im Westgiebel befindet sich eine Vierpassöffnung. Über dem Giebel befindet sich ein mit einem Spitzhelm versehener achteckiger Dachreiter mit Rundbogenöffnungen an den breiteren Hauptseiten.

## Ausstattung
Die beiden Gemälde stammen aus dem mittleren 18. Jahrhundert und zeigen Maria mit dem Heiligen Geist in den Händen und einen guten Hirten.